# Dziennik Telewizyjny (program rozrywkowy)
Dziennik Telewizyjny – telewizyjny program satyryczny Jacka Fedorowicza, który prezentował aktualne wydarzenia polityczne w krzywym zwierciadle.
Formuła programu polegała na cytowaniu fragmentów wypowiedzi polityków i innych postaci życia publicznego w sztucznie stworzonym, satyrycznym kontekście. Najczęściej wypowiedź taka wmontowywana była w formę wywiadu, przy czym z dużą dbałością o szczegóły odtwarzało się w studiu scenografię, w której owa wypowiedź padła. Efektem był pozór naturalnej rozmowy z absurdalnym i komicznym zakończeniem. Silnie eksploatowana była gra słów, nierzadko w wersji gwarowej. W podobny sposób prezentowane były też piosenki – fragment wypowiedzi osoby publicznej był zmontowany i zrymowany z satyrycznym tekstem piosenki.
Nazwa nawiązuje do głównego programu informacyjnego z czasów PRL – Dziennika Telewizyjnego. Użyto oryginalnej czołówki z lat 80. XX w. Również forma Dziennika odnosiła się do pierwowzoru, stanowiąc raczej jego karykaturę – Jacek Fedorowicz z nieodłącznym telefonem na biurku ze śmiertelną powagą zapowiadał absurdalne rozmowy. Tak naprawdę program był tygodnikiem nadawanym przeważnie w niedzielę po południu, okresowo miał też powtórki w ciągu tygodnia. Od około 2000 roku do końca program miał dwójkę prowadzących, współprowadzącą była Dorota Dobrowolska.
We wrześniu 2005 Dziennik Telewizyjny został zastąpiony przez realizowany przez ten sam zespół i w podobnej konwencji SEJF – Subiektywny Ekspres Jacka Fedorowicza. W lutym 2006 Jacek Fedorowicz zrezygnował z programu i pracy w Telewizji Polskiej.